# Pietro Fabris (politico 1805-1878)
Pietro Fabris (Conegliano, 23 giugno 1805 – Treviso, 17 febbraio 1878) è stato un politico italiano.

## Biografia
Rappresentò il Veneto alla Camera dei deputati del Regno d'Italia del quale fece parte nella IX e X Legislatura.